# 什魯斯伯里 (麻薩諸塞州)
什魯斯伯里（英語：Shrewsbury）是一個位於美國麻薩諸塞州烏斯特縣的鎮。

## 人口
根據2020年美國人口普查的數據，什魯斯伯里的面積為56.10平方千米，當中陸地面積為53.70平方千米，而水域面積為2.40平方千米。當地共有人口38325人，而人口密度為每平方千米683人。